# Omiamima concinna
Omiamima concinna är en skalbaggsart som först beskrevs av Karl Henrik Boheman 1834.  Omiamima concinna ingår i släktet Omias, och familjen vivlar. Arten har ej påträffats i Sverige.